# 繁忙時間附加費
地下鐵路（今港鐵）在1988年5月至1993年間，曾實施繁忙時間附加費，以減低彌敦道一段該時段的負荷至75,000人每小時的安全水平。
後來東區海底隧道支綫（當時的觀塘綫）通車，改用東隧過海乘客漸多，彌敦道一帶負荷下降，附加費制度在1993年取消。

## 詳情
- 地鐵公司當時稱之為「非牟利」，因為前後時段會同期提供相反優惠予乘客。
- 平日08:00至09:00時入閘的車程適用。
- 對象適用於成人與高齡通用儲值票使用者和單程票。
- 高齡人士、小童及學生於星期一至五早上8點至9點入閘，須付成人車費，而特惠單程票票機會閃動「繁忙時間」字樣，提醒乘客使用成人單程票售票機購買成人單程票。
- 首班車至08:00或09:00至09:30時入閘者享有相等金額的優惠。
- 當年地鐵將佐敦、尖沙咀、金鐘、中環、上環、灣仔和銅鑼灣站劃為繁忙地區，用紫色表示，而其餘車站為非繁忙地區，用黃色表示。
- 星期一至五早上8點至9點在非繁忙地區車站入閘，於繁忙地區車站出閘，須支付繁忙時間附加費$0.8（單程票為$0.5）。
- 在附加費時段入閘，閘機會顯示「繁忙時間」字樣。
- 1989年，東區海底隧道啓用。爲了鼓勵乘客使用該路綫，在鰂魚涌站轉車通道裝設了15台核票機，乘客將車票插入核票機，就毋須支付繁忙時間附加費。

## 其他
當年為舒緩地下鐵路荃灣綫彌敦道一段的負荷，運輸署在1991年曾要求巴士公司開辦多條路線編號為3字頭的晨早特快過海專線。其中過海隧道巴士300線便曾找來性感女星葉子媚作代言人，並以「九巴繁忙時間附減費，好嘢！」作招徠，諷刺地下鐵路同期的繁忙時間附加費。
地鐵實行繁忙時間附加費，最終導致政府早年限制巴士路線開辦的公共交通協調政策在1989年被逼放寬。